# Martin Sherman
Martin Sherman   (Filadèlfia, 22 de desembre de 1938) és un dramaturg i guionista nord-americà més conegut per les seves 20 obres teatrals produïdes en més de 60 països. Va saltar a la fama el 1979 amb la producció de la seva obra Bent, que explora la persecució d'homosexuals durant l'Holocaust. Bent va ser nominat al Tony a la millor obra l'any 1980 i va guanyar el premi Hull-Warriner del Dramatists Guild. Va ser adaptat per Sherman per a una gran pel·lícula el 1997 i més tard per fonts independents com a ballet al Brasil. Sherman és un jueu obertament gay, i moltes de les seves obres dramatitzen "els forasters", tractant de la discriminació i la marginació de minories ja siguin "gais, dones, estrangers, discapacitats, diferents per religió, classe o color." Ha viscut i treballat a Londres des de 1980.

## Biografia

### Primers anys
Sherman era fill únic, nascut a Filadèlfia, d'immigrants jueus russos, Julia (de soltera Shapiro) i Joseph T. Sherman, advocat. Va créixer a Camden (Nova Jersey), va ser introduït per primera vegada al teatre als sis anys, quan va veure una versió anterior a Broadway de Guys and Dolls (1950). Els pares de Sherman van animar la seva passió. En una entrevista amb l'escriptor londinenc Sheridan Morley] del Times el 1983, Sherman va recordar: "Als 12 anys em vaig unir als Mae Desmond Children's Players i vaig anar per tot Pennsilvània sent un nan alt a La Blancaneus i els set nans.." Quan era adolescent, Sherman menyspreava l'escola, però es consolava agafant sovint l'autobús cap a Filadèlfia per veure obres de teatre. "Vaig ser l'únic nen de secundària que havia vist Camino Real", va dir a l'entrevistador Matt Wolf.
El 1956 Sherman es va matricular a la Boston University College of Fine Arts, on va obtenir un BFA en arts dramàtiques. Quan es va graduar el 1960, es va traslladar a la ciutat de Nova York, on va estudiar a l'Actor's Studio amb el llegendari director Harold Clurman. Sherman atribueix aquesta experiència a la formació de la seva tècnica com a dramaturg, explicant "totes les meves obres estan escrites per a actors" Després de passar alguns anys a Nova York, Sherman va ser nomenat dramaturg resident al Mills College a Oakland (Califòrnia)), on es va estrenar el seu musical de rock A Solitary Thing el 1963.

### Carrera professional
Sherman va tornar a la ciutat de Nova York a mitjans dels anys 60 on va escriure Fat Tuesday (1966), Next Year in Jerusalem (1968), i The Night Before Paris (1969). Things Went Badly in Westphalia, que pren el seu nom d'una línia a Candide de Voltaire' va ser el següent, i es va convertir en la primera obra publicada de Sherman quan el musical de rock dramàtic es va incloure a The Best Short Plays of 1970. A la dècada de 1970, Sherman va viatjar a Londres on va treballar amb els membres fundadors de l'infame Gay Sweatshop.
Després de més d'una dècada d'escriure obres de teatre, Sherman va trobar una fama generalitzada el 1979 amb el seu primer èxit, Bent. Produïda per primera vegada al West End de Londres protagonitzada per Ian McKellen, l'obra explica la història de Max, un home gai a Berlín durant la República de Weimar. Després que Max i el seu xicot es veuen obligats a fugir de la ciutat després de la Nit dels ganivets llargs, els dos viuen amagats durant dos anys abans de ser capturats per la Gestapo i enviats a un camp de concentració. L'obra es va considerar extremadament controvertida. Malgrat l'enrenou, Bent es va traslladar a Broadway, on fou protagonitzada per Richard Gere, es va convertir en un èxit instantani i va ser nominat per a un Tony Award. Després de l'èxit d'aquesta producció, Sherman es va traslladar a Londres.
Malgrat el seu estatus com a expatriat, Sherman va continuar escrivint amb èxit tant per l'escenari britànic com per l'americà. Va tenir un gran èxit amb la reescriptura del llibre per al musical The Boy from Oz, basat en la vida i la carrera de Peter Allen, que li va valer una segona nominació al Tony. Ha estrenat diverses obres al West End, com ara Messiah (1982) amb Maureen Lipman, A Madhouse In Goa (1989) amb Vanessa Redgrave i Rupert Graves, When She Danced (1991) amb Vanessa Redgrave, Oleg Mènxikov i Frances De La Tour i Onassis (2010) amb Robert Lindsay. La seva obra Some Sunny Day es va estrenar al Hampstead Theatre el 1996, amb Rupert Everett i Corin Redgrave. Va tenir èxit en el gènere del performance en solitari amb Rose, que va ser nominada al Premi Laurence Olivier a la millor obra nova quan es va estrenar a Londres el 1999. L'espectacle es va traslladar a Broadway l'any següent protagonitzada per Olympia Dukakis. La seva obra més recent, Gently Down The Stream, es va estrenar al Public Theatre de Nova York. el 2017, dirigida per Sean Mathias i protagonitzada per Harvey Fierstein.
El 2003, Franco Zeffirelli va dirigir l'adaptació de Sherman de Così è (se vi pare) de Luigi Pirandello. La parella va retitular l'obra Absolutamely! {perhaps} quan es va estrenar al Wyndham Theatre del West End de Londres, on va ser nominat aquell any al Premi Laurence Olivier al millor revival. Després d'aquella aclamació de la crítica, Sherman també va estrenar adaptacions escèniques de les novel·les A Passage to India d'E.M. Forster i The Roman Spring of Mrs. Stone de Tennessee Williams. També va tenir èxit com a guionista a la dècada de 1990. Sherman va adaptar Bent per a la gran pantalla el 1997 amb l'ajuda del director Sean Mathias i protagonitzat per actors com Clive Owen, Ian McKellen  i Mick Jagger.
Altres títols de pel·lícules són Clothes in the Wardrobe el 1992 (estrenada als EUA com The Summer House, 1993), una adaptació de la novel·la d'Alice Thomas Ellis, amb Jeanne Moreau, Joan Plowright, Julie Waters i Lena Headey, Alive and Kicking (1996), dirigida per Nancy Meckler, amb Jason Flemyng, Antony Sher, Dorothy Tutin i Bill Nighy, així com una col·laboració amb Franco Zeffirelli a Callas Forever (2002), un biopic de l'estrella de l'òpera Maria Callas, amb Fanny Ardant i Jeremy Irons. Sherman també va escriure The Roman Spring of Mrs. Stone (2003), una pel·lícula feta per a televisió dirigida per Robert Allan Ackerman, amb Helen Mirren, Anne Bancroft i Olivier Martinez, i Mrs. Henderson Presents (2005), la història d'una excèntrica vídua de la Primera Guerra Mundial, Laura Henderson, que compra l'antic Windmill Theatre de Londres i el rellança com a lloc per a revistes de nus femenins. Aquesta última fou protagonitzada per Judi Dench, Bob Hoskins i Christopher Guest, i va ser dirigit per Stephen Frears. Sherman va guanyar una nominació a la British Academy of Film and Television Arts (BAFTA) al premi al millor guió original.

## Obres
Produccions teatrals
- A Solitary Thing, amb música de Stanley Silverman, Oakland, California, Mills College, 9 Sep 1963.
- Fat Tuesday, New York, Herbert Berghof Playwrights Foundation, 1966.
- Next Year in Jerusalem, New York, Herbert Berghof Playwrights Foundation, 8 Jun 1968.
- Change, (libretto), New York, BMI Music Theatre Workshop, 1969.
- The Night Before Paris, New York, Actors Studio, 1969; Edinburgh, Traverse Theatre, 1970.
- Things Went Badly in Westphalia, Storrs, University of Connecticut, 1971.
- Passing By, New York, Playwrights Horizons, 5 Mar 1974; London, Almost Free Theatre, 9 Jun 1975.
- New York! New York!, contributor, New York, Playwrights Horizons, 26 Apr 1975.
- Cracks, Waterford, CT, National Playwrights Conference, Eugene O'Neill Theater Center, 31 Jul 1975; Oldham, Coliseum Theatre, 10 Oct 1981.
- Rio Grande, New York, Playwrights Horizons, 11 Nov 1976.
- Blackout, New York, Ensemble Studio Theatre, 1978.
- Bent Waterford, CT, National Playwrights Conference, Eugene O'Neill Theater Center, 4 Aug 1978; London, Royal Court Theatre, 3 May 1979; New York, New Apollo Theatre, 2 Dec 1979.
- Messiah, London, Hampstead Theatre, 9 Dec 1982; New York, Manhattan Theatre Club, 11 Dec 1984.
- When She Danced, Guildford, UK, Yvonne Arnaud Theatre, 27 Nov 1985; New York, Playwrights Horizon, 19 Feb 1990.
- A Madhouse in Goa, London, Lyric Theatre, Hammersmith, 28 Apr 1989; New York, Second Stage, 18 Nov 1997—comprises A Tale for a King and Keeps Rainin' All the Time.
- Some Sunny Day, London, Hampstead Theatre, 11 Apr 1996.
- Rose, London, Royal National Theatre, 24 Jun 1999.
- Absolutely! {perhaps} (adaptat de Così è (se vi pare) de Luigi Pirandello), Wyndham Theatre, London, UK, 2003.
- A Passage to India (adaptat de la novel·la d'E.M. Forster), Brooklyn Academy of Music, New York, NY, 2004.
- Aristo, Chichester Festival Theatre, West Sussex, UK, 11 Sep 2008.
- Onassis (abans Aristo), Novello Theatre, London, UK, 12 Oct 2010.
- Gently Down the Stream, The Public Theater, New York, NY, 14 Mar 2017

Pel·lícules
- Alive and Kicking aka Indian Summer, Channel Four Films, 1997
- Clothes in the Wardrobe, (adaptada de la novel·la d'Alice Thomas Ellis), BBC Films, 1992; US estrenada com The Summer House, 1993
- Bent, Channel Four Films, 1997
- Mrs. Henderson Presents, 2005
- Callas Forever, (amb Franco Zeffirelli), 2002

Televisió
- Don't Call Me Mama Anymore, CBS, 1972
- The Roman Spring of Mrs. Stone (adaptada de la novel·la de Tennessee Williams), Showtime Networks, 2003

Actor
- Indian Summer (1996)

Publicacions
- Bent, S. French, 1979
- Messiah, Amber Lane, 1982
- Cracks, S. French, 1986
- When She Danced, Amber Lane, 1988; S. French, 1988
- A Madhouse in Goa, Amber Lane, 1989; S. French, 1998
- Some Sunny Day, Amber Lane, 1996
- Rose, Methuen, 1999
- "Things Went Badly in Westphalia," in The Best Short Plays of 1970, 1970
- "Passing By," in Gay Plays, Volume 1, 1984